# Лох-Морар
Лох-Морар (гэльск. Loch Mhòrair) — озеро ледникового происхождения в области Лохабер (округ Хайленд) на северо-западе Шотландии. Площадь составляет 26,7 км². Объём воды — 2,3 км³. Средняя глубина — 86,6 м.
Это самое глубокое озеро Великобритании и Шотландии с максимальной глубиной 309 м (на втором месте — Лох-Несс, глубина которого — 229 м). Максимальная длина около 19 км. В озеро впадают река Мибл (англ. Moeble) и ряд более мелких. На озере имеется 5 островов. В Лох-Мораре водятся такие виды рыб, как щука, окунь, карп, форель.

## Мораг
По легендам, в озере обитает огромное неизвестное науке существо, похожее на Несси из Лох-Несса. Впервые об этом заговорили в 1970 году, когда несколько рыбаков услышали на озере крик лодочника и увидели некое животное, ныряющее в воду. Монстру дали имя Мораг.